# International Continental Scientific Drilling Program

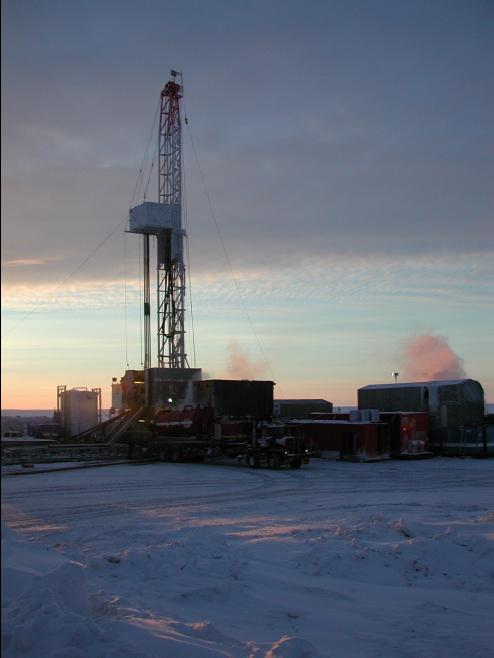
Wetenschappelijke boring bij Mallik in de Mackenzie Delta, Northwest Territories, Canada, 2001/2002

Het International Continental Scientific Drilling Program (ICDP) is een multi-nationaal programma ter ondersteuning van de aardwetenschappen op het gebied van Continental Scientific Drilling; wetenschappelijk boren vanaf land. Het wordt door het GeoForschungsZentrum (GFZ) vanuit Potsdam bestuurd.

## Doel
Het test direct in hoeverre de geologische modellen kloppen. Wetenschappelijke boringen zijn essentieel om de aardse processen en structuur te begrijpen. Het huidige wereldrecord staat op ruim 12 kilometer. Dit was het Russische project dat begon in 1970 in Kola, het Kola superdiep boorgat.
Doel is om onderzoek te doen naar:
- De fysieke en chemische processen verantwoordelijk voor aardbevingen en vulkaanuitbarstingen en het optimaliseren van methodes om inzicht te geven in hun effect
- De manier waarop het klimaat veranderd is in het recente verleden en de oorzaken hiervoor
- Het effect van grote meteorietinslagen op het klimaat en massa-extinctie
- De ondergrondse biosfeer en de verhouding tot geologische processen zoals koolwaterstof-accumulaties, erts-sedimentering en de evolutie van het leven op aarde
- Hoe radioactief afval en andere schadelijke materialen op zijn te slaan
- Hoe sedimentaire bekkens en voorraden van fossiele brandstoffen ontstaan ten gevolge van bodemdaling
- Hoe erts-sedimenten zijn gevormd in verschillende geologische omgevingen
- Platentektoniek en de hitte, massa en convectiestromingen door de aardmantel
- Hoe geofysische data beter geïnterpreteerd kan worden om de samenstelling van de aardkorst te bepalen

Op dit moment zijn Oostenrijk, Canada, China, Tsjechië, Finland, Duitsland, IJsland, India, Japan, Mexico, Nederland, Noorwegen, Polen, Zuid-Afrika en de Verenigde Staten lid van het ICDP. Nederland is lid geworden in februari 2011; de Nederlandse Organisatie voor Wetenschappelijk Onderzoek (NWO) betaalt het lidmaatschap namens Nederland. 
Het ICDP werkt samen met het Integrated Ocean Drilling Program (IOPD) waarvan Nederland eveneens lid is.